# Gajana
Gajana — imię żeńskie pochodzenia łacińskiego, pochodzące od męskiego imienia Gajan, które z kolei oznacza "pochodzący od Gajusza. Jego patronką jest św. Gajana, zm. w Armenii, wspominana razem ze św. Rypsymą.
Gajana imieniny obchodzi 29 września. 
Znane osoby noszące imię Gajana:
- Marie Gayanay Mikaelian, szwajcarska tenisistka